# 프톨레마이오스 4세 필로파토르
프톨레마이오스 4세 필로파토르(그리스어:Πτολεμαίος Δ' Φιλοπάτωρ, 영어:Ptolemy IV Philopator, ? － 기원전205년?)는 고대 이집트 프톨레마이오스 왕조의 파라오이다. 별칭은 필로파토르라고 불렸다. 그 뜻은 주인(아버지)을 좋아한다는 의미이다.

## 생애

기원전 218년의 지중해

아버지 프톨레마이오스 3세의 치세에서 프톨레마이오스 왕조는 절정기를 맞이했지만, 프톨레마이오스 4세의 무렵부터 국력은 쇠약해지기 시작했다. 그는 술을 매우 좋아하여 방탕한 생활을 보냈으며, 그에 따라 궁정의 부패도 심했다고 한다. 즉위 후, 간신 소시비오스와 아가토클레스의 중상모략으로 어머니 베레니케 2세와 마기(제사장)인 동생을 살해했다. 그리고 아가토클레스의 여동생 아가토클레아를 연인으로 삼고 측근들의 영향력을 강하게 하였다.
기원전 219년부터 셀레우코스 제국의 안티오코스 3세와의 제4차 시리아 전쟁이 2년동안 벌어졌다. 전쟁은 코이레·시리아(Coele-Syria) 주변을 중심으로 전개되었다. 결국 라피아(Raphia)의 싸움에서 이집트 원주민의 힘을 얻은 이집트군이 승리해 코이레·시리아 주변의 땅을 차지하게 되었다. 라피아의 싸움에서 원주민들이 승리에 공헌한 일로 인해, 지배층(마케도니아인과 그리스인)은 원주민의 중요성을 인식하게 되었다. 그리하여 이 전쟁 이후의 프톨레마이오스 왕조는 그들에게의 배려를 하지 않을 수 없게 된다.
프톨레마이오스 4세는 기원전 205년경 급사하였다. 또한 왕비 아르시노에 3세도 같이 살해되어 아직 아이인 프톨레마이오스 5세가 즉위하게 된다.

## 참조
- Ptolemy Philopator I at LacusCurtius — (Chapter VII of E. R. Bevan's House of Ptolemy, 1923)
- Ptolemy IV — (Egyptian Royal Genealogy)
- The great revolt of the Egyptians:205–186 BC 보관됨 2007-03-11 - 웨이백 머신 (2004)
- Ptolemy IV Philopator entry in historical sourcebook by Mahlon H. Smith